# Pêra (Silves)
Pêra is een plaats (freguesia) in de Portugese gemeente Silves en telt 1951 inwoners (2001).